# Ardina
Ardina es un personaje ficticio que aparece en los cómics estadounidenses publicados por Marvel Comics.

## Historia de publicación
El personaje fue creado por Kurt Busiek, Jo Duffy y Dan Jurgens, apareciendo por primera vez en The Order #4 en mayo de 2002.

## Biografía ficticia
Papa Hagg les dijo a los Defensores que necesitaban análogas femeninas para contrarrestar La Orden, y encontraron análogos de toda la Orden excepto Silver Surfer. Papa Hagg les dio una daga mágica para desviar parte de la energía de Silver Surfer y crear una mujer mediante el uso de un hechizo que invoca a Umar, Hécate, Demeter, Jord y Apalla. Una vez creada Ardina, ella y el resto de los Defensores fueron desterrados a un lugar lejano. Los Defensores fueron rescatados de este extraño lugar por el Dr. Christopher Ganyrog y la Objetivo Romántica Pamela. Luego, los Defensores se enteraron de que estaban en el planeta Yann y que Yandroth estaba manipulando la Orden. Cuando muchos de los héroes de la Tierra atacaron la Orden, los Defensores y guerreros de Yann ayudaron a los héroes. Las manipulaciones de Yandroth fueron reveladas y la Orden se separó de su influencia y lo derrotó. La gente de Yann llevó a Yandroth de regreso a su mundo y Papa Hagg invitó a Ardina y a las Defensoras a un spa en una isla en dos dimensiones y aceptaron.
Después de la Guerra Civil superheroica, Tony Stark consideró a Ardina como una posible recluta de la Iniciativa.

## Poderes y habilidades
Ardina está hecha de las energías de Silver Surfer y puede usar el poder cósmico para crear explosiones de energía desde sus manos y volar.

## En otros medios

### Cine
- Olivia Newton-John fue inicialmente elegida para interpretar a Ardina en la película de Silver Surfer, que finalmente fue cancelada.[5] Paul McCartney habría compuesto la banda sonora de la película.[6]